# Pensacola radians
Pensacola radians là một loài nhện trong họ Salticidae.
Loài này thuộc chi Pensacola. Pensacola radians được Elizabeth Maria Gifford Peckham & George William Peckham miêu tả năm 1896.